# Francisco I da Lorena
Francisco I da Lorena  (em francês:  François Ier. de Lorraine; Nancy, 23 de agosto de 1517 - Remiremont, 12 de junho de 1545), foi um nobre francês da Casa de Lorena que veio a ser duque soberano da Lorena e de Bar.
Era filho de António, duque da Lorena e de Bar, e de Renata de Bourbon, e reinou apenas durante 363 dias, entre 14 de junho de 1544 e 12 de junho de 1545.

## Biografia
Titulado como Marquês de Pont-à-Mousson, passa uma parte da sua infância na corte de França (ele era afilhado do rei Francisco I de França em honra de quem foi batizado).
Em 1527 ele fica noivo de Ana de Clèves mas a baixa idade dos noivos e a conversão do Duque de Clèves ao protestantismo provocam a rutura do noivado. Ana viria a casar em 1540 com o rei Henrique VIII de Inglaterra.
Para conservar o equilíbrio entre o Reino de França e o Império, o duque António da Lorena, seu pai, fá-lo casar com uma sobrinha do imperador Carlos V, Cristina da Dinamarca.

## A sobrinha do Imperador
Cristina era filha do rei Cristiano II da Dinamarca e de Isabel de Habsburgo. A sua mãe morre prematuramente em 1525, e a princesa vem a ser educada pela tia materna, a rainha viúva da Hungria Maria de Habsburgo, Governadora dos Países Baixos.
Com apenas 14 anos, o seu tio materno, Carlos V, casa-a com Francisco I Sforza, duque de Milão. Maria de Habsburgo fez tudo para evitar que a sua jovem sobrinha realizasse um casamento que ela considerava contra-natura, mas o imperador, que pretendia consolidar a sua influência na Itália, ficou surdo a todas as suas reservas. O velho duque de Milão estava próximo do fim da vida e o casamento dura apenas alguns meses, não sendo, sequer, consumado. Na sua qualidade de duquesa viúva de Milão, viúva aos 14 anos, Cristina vai viver para Bruxelas.
No dia 10 de julho de 1541, Cristina volta a casar, desta vez com o herdeiro dos ducados Lorenos.

## Entre França e o Império
Os anos 1540s marcam uma evolução nos conflitos entre os Valois e os Habsburgo: o rei de França Francisco I renunciou à Itália, mas os campos de batalha entre os dois beligerantes deslocam-se para norte, e o Ducado da Lorena torna-se um potencial campo de batalha o que faz com que os duques procurem uma política de neutralidade pacífica.
Assim, enquanto o duque António negoceia com Carlos V procurando que a Lorena e o Barrois sejam poupados pelos conflitos, o Imperador decreta, em 1542, os ducados "Livres e não incorporáveis" no Império. O príncipe herdeiro da Lorena, Francisco, toma idêntica iniciativa junto do rei de França que é seu padrinho, mas não obtém sucesso, e as tropas imperiais penetram nos ducados na primavera de 1544 para atacar preventivamente a Champagne.
O duque António morre pouco depois, em 14 de junho de 1544, e Francisco sucede-lhe. Ele mantem a política de seu pai de neutralidade entre a França e o Império (a sua irmã casa com Renato, príncipe de Châlon, favorito do Imperador, que vem a morrer no cerco de Saint-Dizier, em 1544.

## O Príncipe da paz
O jovem soberano serve de intermediário entre as duas potências vizinhas, jogando um papel importante nas negociações que se iniciam em 18 de setembro de 1544 com a Paz de Crépy-en-Laonnois. Contudo ele vem a morrer nove meses mais tarde com apenas 24 anos tendo reinado menos de um ano e deixando três filhos muito jovens, entre os quais um menino com apenas dois anos para lhe suceder sob a regência conjunta da sua viúva Cristina da Dinamarca e de seu irmão, Nicolau de Lorena, Bispo de Metz.

## Casamento e descendência
Francisco I casa em Bruxelas em 10 de julho de 1541 Cristina da Dinamarca, fiha do rei Cristiano II da Dinamarca e Isabel de Habsburgo, (irmã de Carlos V). Como referido, a noiva ficara viúva do duque de Milão Francisco II Sforza e, mais tarde, viria a ser co-regente da Lorena de 1545 a 1552, durante a menoridade do filho.
Deste casamento nasceram:
| Nome                 | Retrato | Vida                                         | Notas |
| -------------------- | ------- | -------------------------------------------- | --- |
| Carlos III da Lorena |         | 15 de fevereiro de 1543 – 14 de maio de 1608 | casou a 19 de janeiro de 1559 com Cláudia de Valois. Com geração. |
| Renata               |         | 20 de abril de 1544 – 22 de maio de 1602     | casou em 22 de fevereiro de 1568 com Guilherme V, Duque da Baviera. Com geração.                                                                                     |
| Doroteia             |         | 24 de maio de 1545 – 2 de junho de 1621      | casou primeiro em 26 de novembro de 1575 com Erico II, Duque de Brunswick-Lüneburgo, e em segundas núpcias em 1597 com Marc de Rye, Marquês de Varambon. Sem geração |